# Johan Telin
Johan Telin, född 1682 i Omne i Nordingrå, död 9 juni 1743 i Stockholm, var en svensk präst och riksdagsman.

## Biografi
Johan Telin var son till bonden Per Johansson och Karin Eriksdotter. Efter skolgång vid Härnösands skola och gymnasium skrevs han 1703 in vid Uppsala universitet där han 1713 promoverades till magister sedan han disputerat för Johannes Steuchius och Fabian Törner. 1718 prästvigdes han och blev huspredikant hos Agneta Wrede. Han blev 1723 kyrkoherde i Bygdeå socken sedan han kritiserat Nils Grubb inför konsistoriet. Han blev sedermera kontraktsprost över Södra Västerbotten.
Han var fullmäktig vid riksdagen 1742-1743. Han avled dock där 1743 av en feberepidemi och han begravdes i Stockholms Storkyrka. Andreas Olavi Rhyzelius' likpredikan trycktes tillsammans med en skrift, Dödstankar, som han själv skrivit.
Telin lärde sig samiska och kunde därför verka aktivt för missionen bland samerna. Han lade också fram flera förslag i ämnet till Ecklesiastiska direktionen över Lappmarken. Av hans hand finns avhandlingen Specimen glossarii Samo-Lapponici hebraizantis i vilken han i Olof Rudbecks efterföljd argumenterade för samiskans släktskap med hebreiskan. 
Hans hustru Margareta Burman var dotter till hans företrädare och syster till professor Eric Burman. Dottern Christina Catharina Telin var gift med majoren Gustaf Lagerborg, sonen Johan Telin var verksam inom Krigskollegium och sonen Abraham Niklas Telin kanslist i Stockholm.